# شارع الشيخ زايد

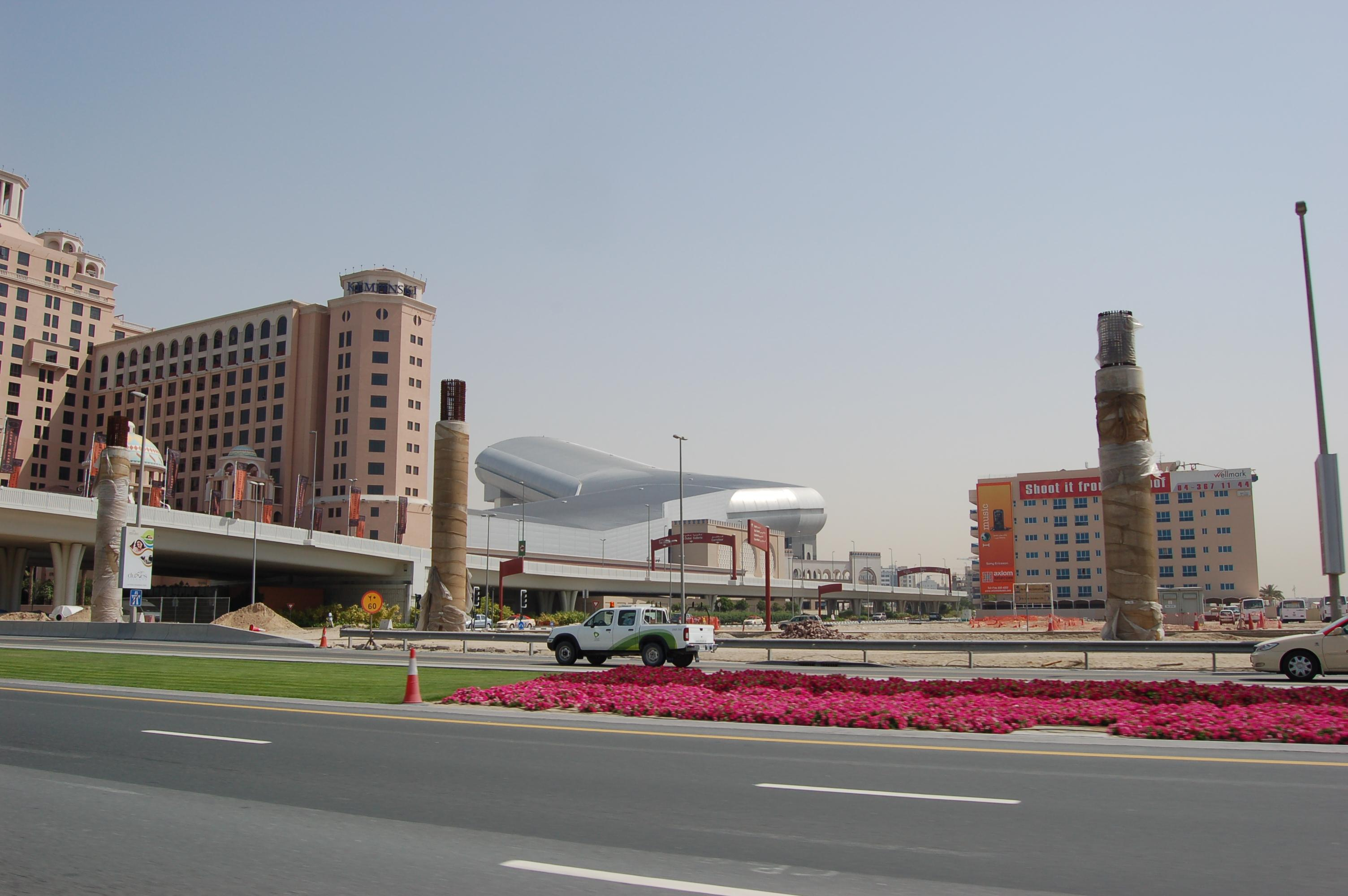
مركز الإمارات التجاري على شارع الشيخ زايد وتبدو الأعمدة التي ستحمل سكة قطار مترو دبي

شارع الشيخ زايد (طريق إ11) هو أطول وأهم الطرق في دولة الإمارات العربية المتحدة حيث يبدأ من منطقة الرويس بإمارة أبوظبي مروراً بدبي والشارقة وعجمان وأم القيوين وحتى رأس الخيمة بطول إجمالي 558,4 كم، بدأت عمليات الإنشاء للشارع في العام 1971 وتم الإنتهاء منه في العام 1980، ويمر الشارع عبر الكثير من المشاريع العمرانية الجديدة خاصة بإمارة دبي، حيث يمر بمنطقة جبل علي بمنشآتها الصناعية والتجارية، ويربط كل من مركز دبي التجاري العالمي وأبراج الإمارات ودبي مول وبرج خليفة، وتتكاثف حوله ناطحات السحاب سواء كفنادق من فئة الخمسة نجوم أو مجمعات المكاتب التجارية أو شققا سكنية، وعلى جانب الطريق الكثير من المحال التجارية والبنوك والمصارف.
يستعمل هذا الشارع الكثيرون مِن مَن يقصدون الإمارات الشمالية قادمين من أبوظبي أو العكس، كما يستخدمه جميع من يقصد المناطق الحرة المنتشرة على جانبي هذا الشارع بالإضافة إلى المشاريع الإسكانية الجديدة والمراكز التجارية الضخمة، الأمر الذي أدى إلى ازدحامه على مدار اليوم تقريبا. ولتخفيف الضغط عنه وتشجيع السائقين على استخدام الطرق البديلة أنشأت دائرة الطرق نظام سالك وهي التعرفة المدفوعة لقاء استخدام الطريق. لم تحل المشكلة جذريًا بعد، ولكن يتوقع حلها خلال السنوات القليلة القادمة عند انتهاء مشروع القطار المعروف باسم مترو دبي وإتمام الطرق البديلة الجديدة.
يصل الشارع حتى منطقة سيح شعيب وهي النقطة الحدودية بين دبي وأبوظبي ليلتقي وليكمله شارع الشيخ مكتوم بن راشد حتى يصل إلى أبوظبي. الشارعين منارين بالكامل ولمسافة تقارب من 160 كم وبأربعة مسارب على أدنى حد على كل جانب من جانبي الشارعين وتصل إلى ستة مسارب في بعض المراحل.

## صور

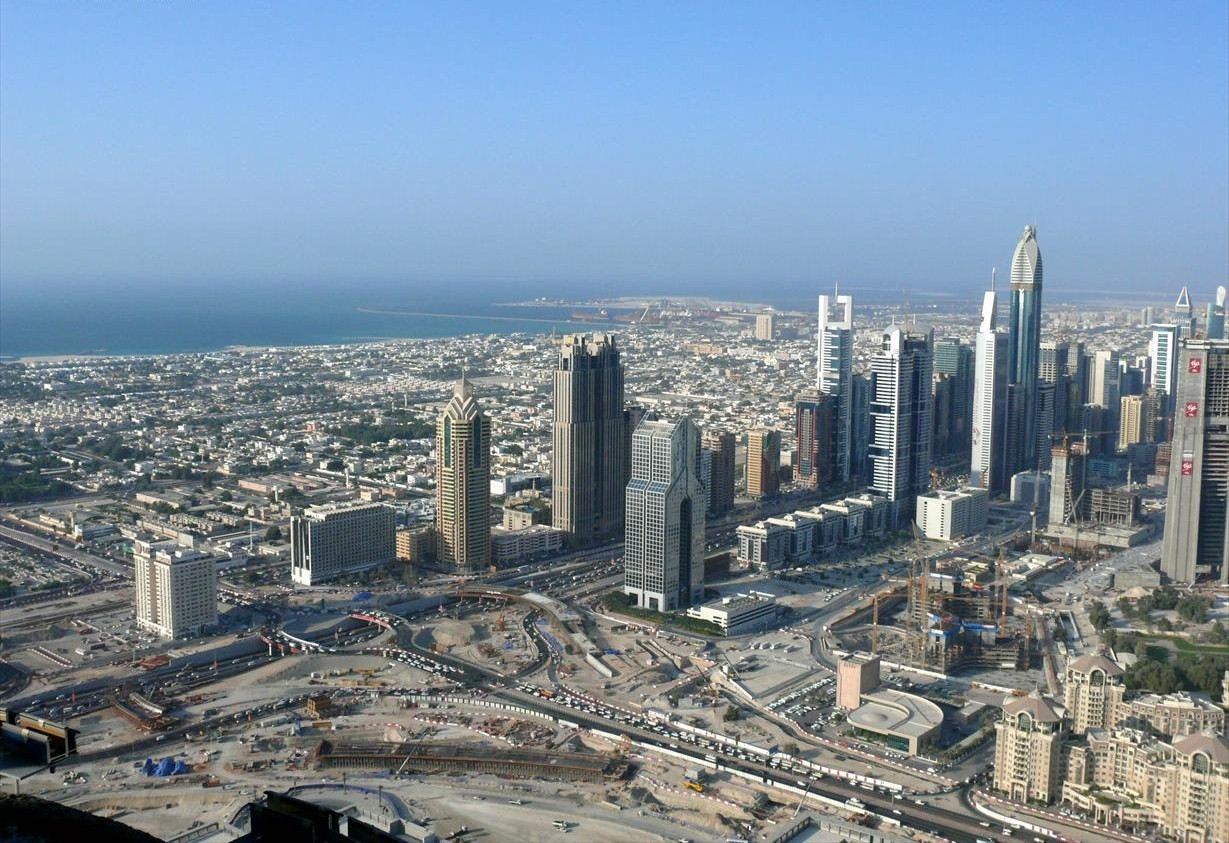
منشآت الطرق البديلة ومترو دبي في 27 نوفمبر 2007
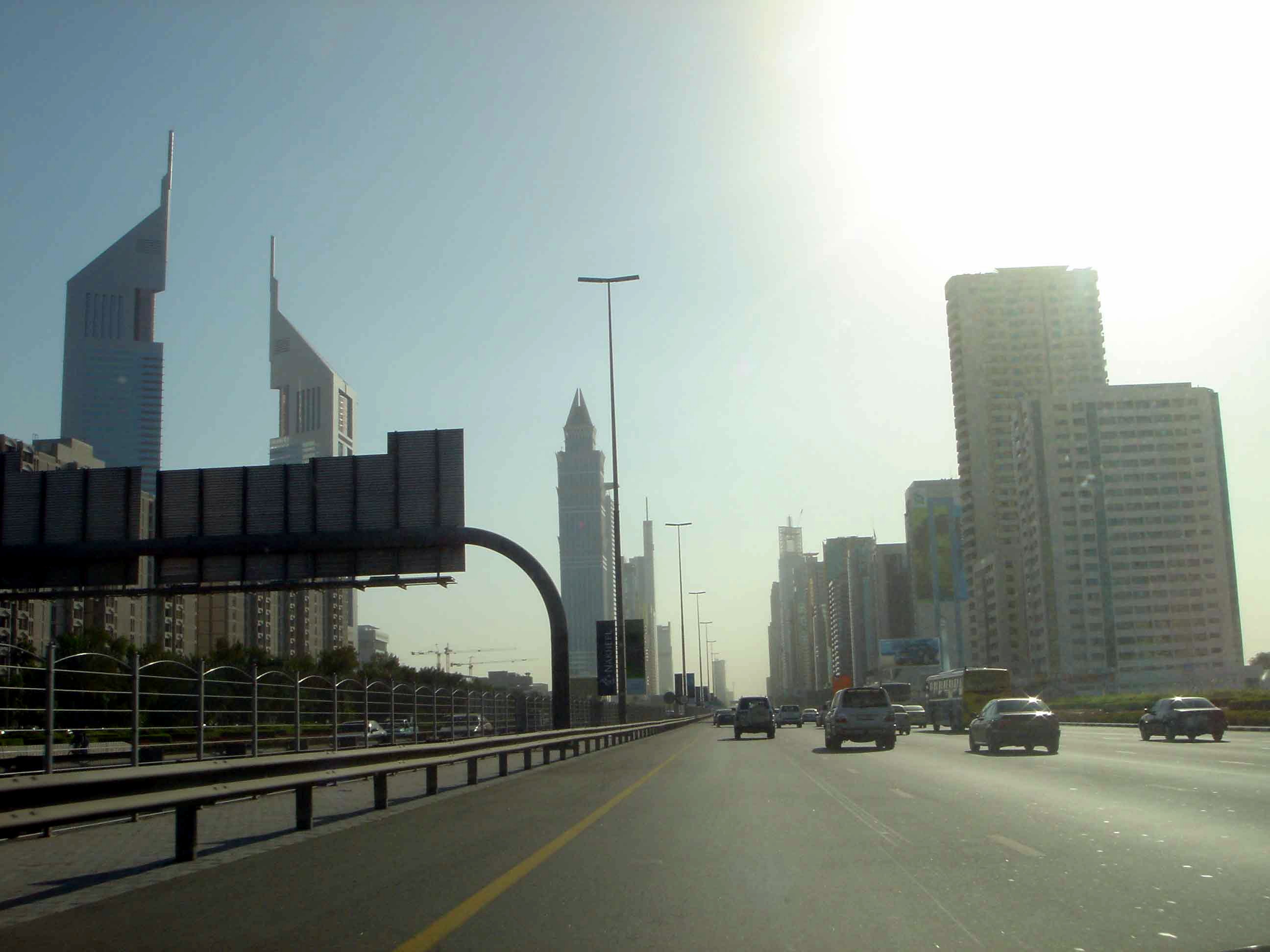
كما كان يبدو قبل عامين
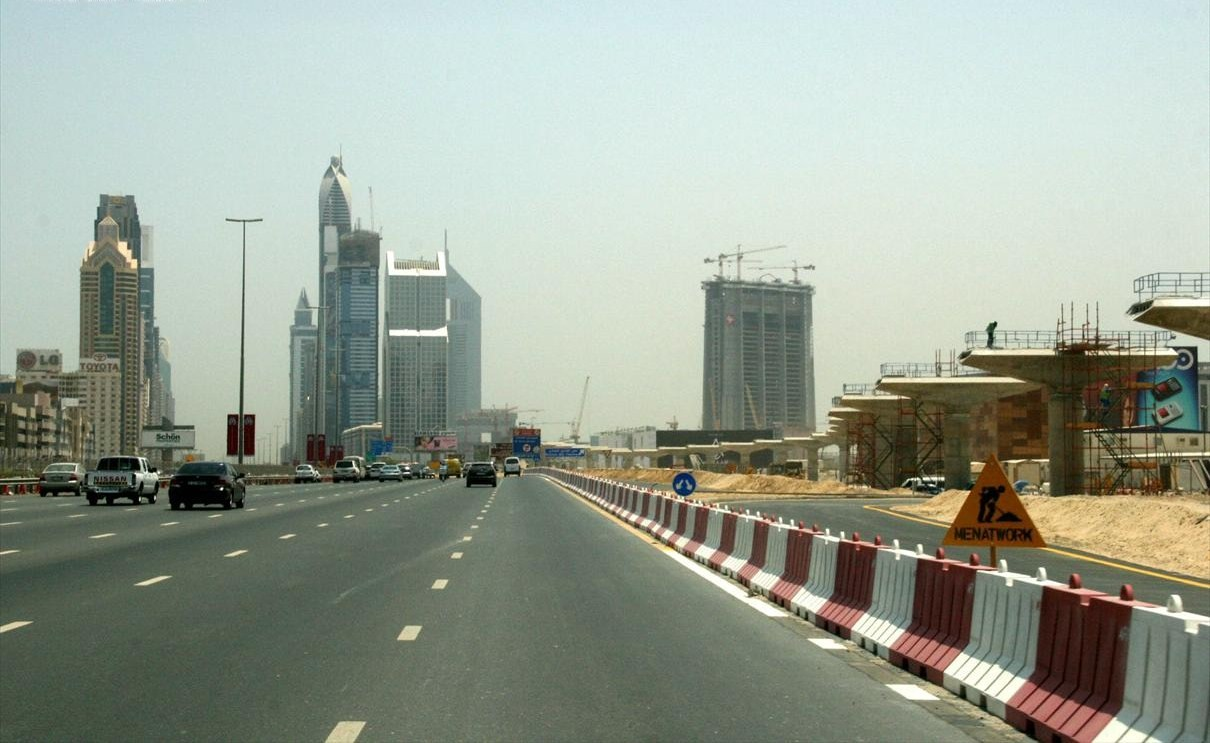
شارع الشيخ زايد ومنشآت مترو دبي إلى يمين الصورة

## وصلات خارجية